# Wippach (Altenroda)
Wippach is een plaats in de Duitse gemeente Altenroda, deelstaat Saksen-Anhalt, en telt 138 inwoners (2006).